# Gyömbérgyökér
A gyömbérgyökér (Geum) rózsavirágúak (Rosales) rendjébe és a rózsafélék (Rosaceae) családjába tartozó nemzetség.
Nem áll rokonságban a valódi gyömbérrel (Zingiber), nevét valószínűleg az ide tartozó növények erős, aromás illata miatt kapta. Népies nevei: erdei szegfű, ibolyaszegecs, szegfűszagúfű, szentbenedekfű. Közeli rokonai a pimpó (Potentilla) és az eper (Fragaria).

## Rendszerezés
A nemzetségbe az alábbi 35 faj tartozik:
- Geum aleppicum Jacq.
- Geum andicola (Phil.) Reiche
- Geum × aurantiacum Fr. ex Scheutz
- Geum boliviense Focke
- Geum brevicarpellatum F.Bolle
- Geum bulgaricum Pančić
- Geum calthifolium Menzies ex Sm.
- Geum canadense Jacq.
- skarlátvörös gyömbérgyökér (Geum coccineum) Sibth. & Sm.
- Geum glaciale Adams ex Fisch.
- Geum heterocarpum Boiss.
- Geum hispidum Fr.
- Geum × intermedium Ehrh.
- Geum involucratum Juss. ex Pers.
- Geum laciniatum Murray
- Geum × macranthum (Kearney ex Rydb.) B.Boivin
- Geum macrophyllum Willd.
- Geum magellanicum Comm. ex Pers.
- Geum molle Vis. & Pančić
- hegyi gyömbérgyökér (Geum montanum) L.
- Geum pentapetalum Makino
- Geum pentaphyllum Makino
- Geum × pulchrum Fernald
- Geum pyrenaicum Mill.
- indás gyömbérgyökér (Geum reptans) L.
- Geum rhodopeum Stoj. & Stef.
- Geum riojense F.Bolle
- bókoló gyömbérgyökér (Geum rivale) L.
- Geum × spurium C.A.Mey.
- Geum × sudeticum Tausch
- Geum sylvaticum Pourr.
- Geum triflorum Pursh
- erdei gyömbérgyökér (Geum urbanum) L. - típusfaj
- Geum vernum (Raf.) Torr. & A.Gray
- Geum virginianum L.